# Llampuga borda
La llampuga borda o el llampugó (Coryphaena equiselis) és una espècie de peix pertanyent a l'ordre dels perciformes.

## Descripció
- Fa 127 cm de llargària màxima, tot i que la longitud més comuna és de 50.
- Cos allargat i comprimit.
- Dents àmplies, quadrades i en bandes a les mandíbules i als costats del cel de la boca.
- Aleta dorsal llarga amb 48-55 radis.
- Aleta anal amb un eix convex.
- Nombre de vèrtebres: 33.
- Els individus vius presenten, a la part superior del cos, un color blau verdós brillant, mentre que quan són morts és gris amb reflexos verds. Els costats presenten reflexos daurats i nombroses taques negres. Els exemplars immadurs tenen la cua amb vores blanques i les aletes pèlviques sense pigmentació.[3][4][5][6][7]

## Reproducció
La fecundació és externa i els ous i les larves són pelàgics.

## Alimentació
Menja peixets, crustacis pelàgics, calamars, polps i sípies.

## Depredadors
Els seus principals depredadors són les tonyines (com ara, la tonyina d'aleta groga -Thunnus albacares-), els taurons, els marlins i les aus marines (Sterna fuscata als Estats Units).

## Hàbitat
És una espècie pelàgica, oceanòdroma, marina i de clima subtropical (48°N-48°S, 180°W-180°E). És molt rara de trobar en aigües de menys de 24 °C de temperatura a la superfície.

## Distribució geogràfica
Es troba a tots els oceans i mars de clima tropical i subtropical.

## Costums
Normalment, forma moles, segueix els vaixells i acostuma a situar-se a sota d'objectes flotants.

## Longevitat
La seua esperança de vida és de 4 anys.

## Ús comercial i esportiu
És pescada amb curricà, es comercialitza fresca i la seua carn és de qualitat excel·lent. Al nord de Sud-amèrica és considerada com un bon trofeu esportiu.

## Observacions
És inofensiva per als humans.